# 1724.
◄ | 17. stoljeće | 18. stoljeće | 19. stoljeće | ►
◄ | 1690-ih | 1700-ih | 1710-ih | 1720-ih | 1730-ih | 1740-ih | 1750-ih | ►
◄◄ | ◄ | 1721. | 1722. | 1723. | 1724. | 1725. | 1726. | 1727. | ► | ►►
Arhitektura • Astronomija • Biologija • Glazba • Kazalište • Kemija • Kiparstvo • Knjige • Književnost • Kršćanstvo • Medicina • Politika • Pravo • Promet • Slikarstvo • Znanost

## Rođenja
- 23. siječnja – Arsenije Glić, hrvatski hagiograf i pisac († 1773.)
- 22. travnja – Immanuel Kant, njemački filozof († 1804.)
- 2. srpnja – Friedrich Gottlieb Klopstock, njemački književnik († 1803.)
- 1. studenog – Mihalj Šilobod, hrvatski matematičar († 1787.)

## Smrti
- 31. kolovoza – Luj I., kralj Španjolske (* 1707.)

## Vanjske poveznice
|  | Zajednički poslužitelj ima još gradiva o temi 1724. |